# 胡弓
1. 胡弓（こきゅう）は日本の擦弦楽器。概説1および歴史以下に説明する。
2. 胡弓（くーちょー）は沖縄の擦弦楽器。概説2に説明する。
3. 胡弓（こきゅう）は広義として擦弦楽器の総称。ことにアジアの擦弦楽器の総称として使われることがある。概説3に説明する。

## 概説
1. 和楽器であり、多くのものは3本の弦を持ち（4本のものなどもある）、ほぼ三味線を小型にした形をしている。素材も三味線とほぼ同じで、現在では棹に紅木 (こうき) 、紫檀 (したん) 、普及品には花梨 (かりん)が使われ、胴は花梨で、皮は猫または犬、弦 (糸)  は絹製である。三味線と大きく異なるのは駒で、設置する位置も全く違うが、作りや材質も大きく異なっている。弓は紫檀、花梨、竹などを用い、漆が塗られることもある。弓の棹は中央部が毛側に向けてやや湾曲し、つまり内向きにわずかに反っているものが多い。これは弓に弾力を持たせるためで、現代のヴァイオリンと同じである。たいていは中央部で二つに分解できるようになっている。細部の仕様は流派、個人により異なる。毛は円筒状に束ねた馬尾毛である。これは取り外しができ、手元側に紐が付けられ、それを弓の棹に取り付けられた金属の小さな輪に結わえて留める。三曲系で使われる弓は長いものが多く、毛の長さ70センチメートル、全長1メートルを超えるものも珍しくない。また毛の量も非常に多く、それを緩やかに張るのが特徴である。流派によっては手元に大きな絹製の房をつける。いっぽう民謡系で使用される弓は非常に短く、棹も細い。毛の量もごくわずかであり、世界的に見ても同じ楽器で種目によりこれほど弓に大きな差があるものは珍しい。音楽としては、胡弓楽、地歌、義太夫節、清楽などで用いられる。「三曲」のひとつであり、三曲合奏の構成楽器の一つ。また日本の民謡で、特に北陸から関西にかけて使用されるほか、各地の民俗芸能や一部の宗教において演奏される。特徴として、弾く弦を変えるために弓ではなく本体を回す。

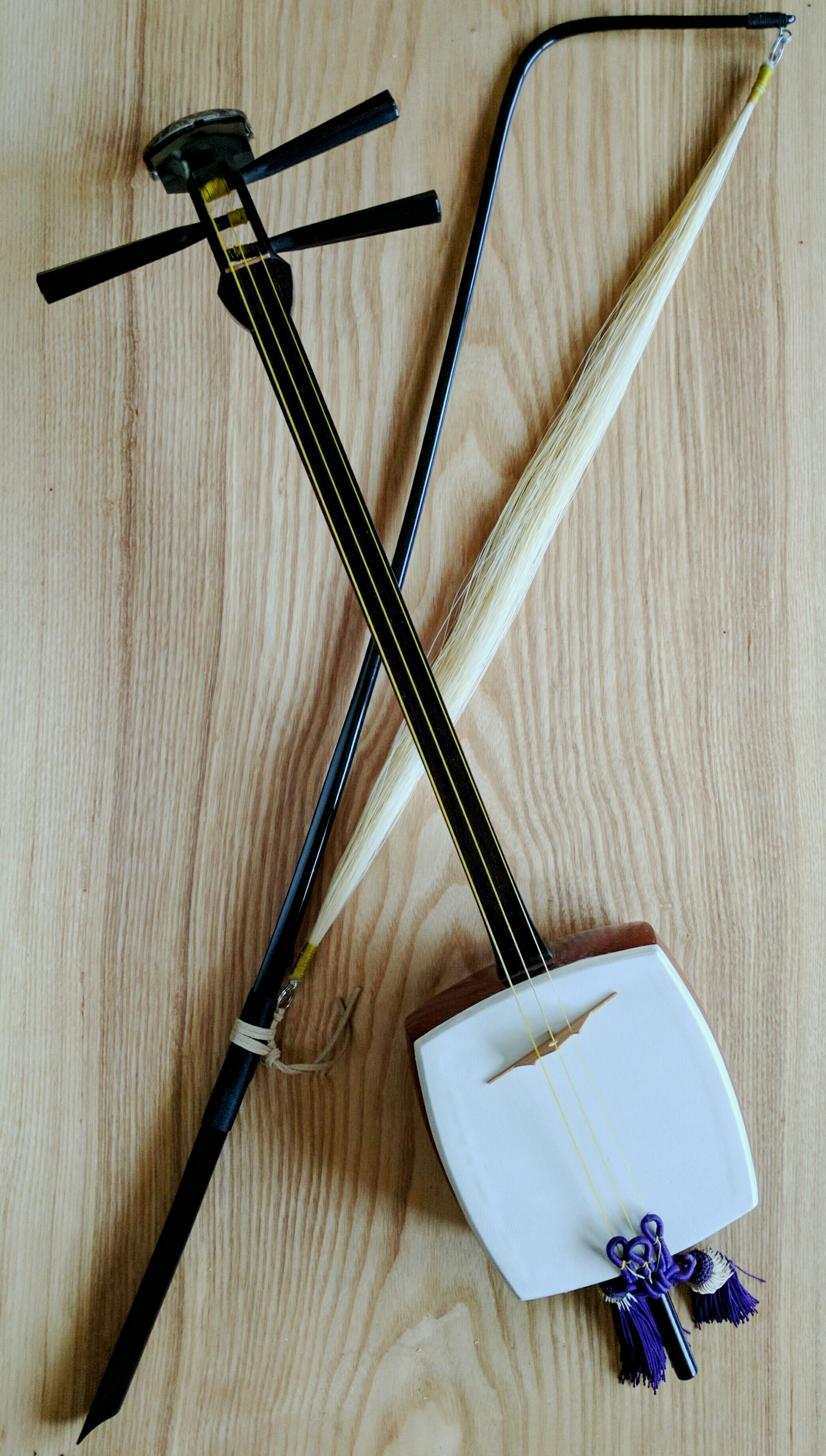
胡弓
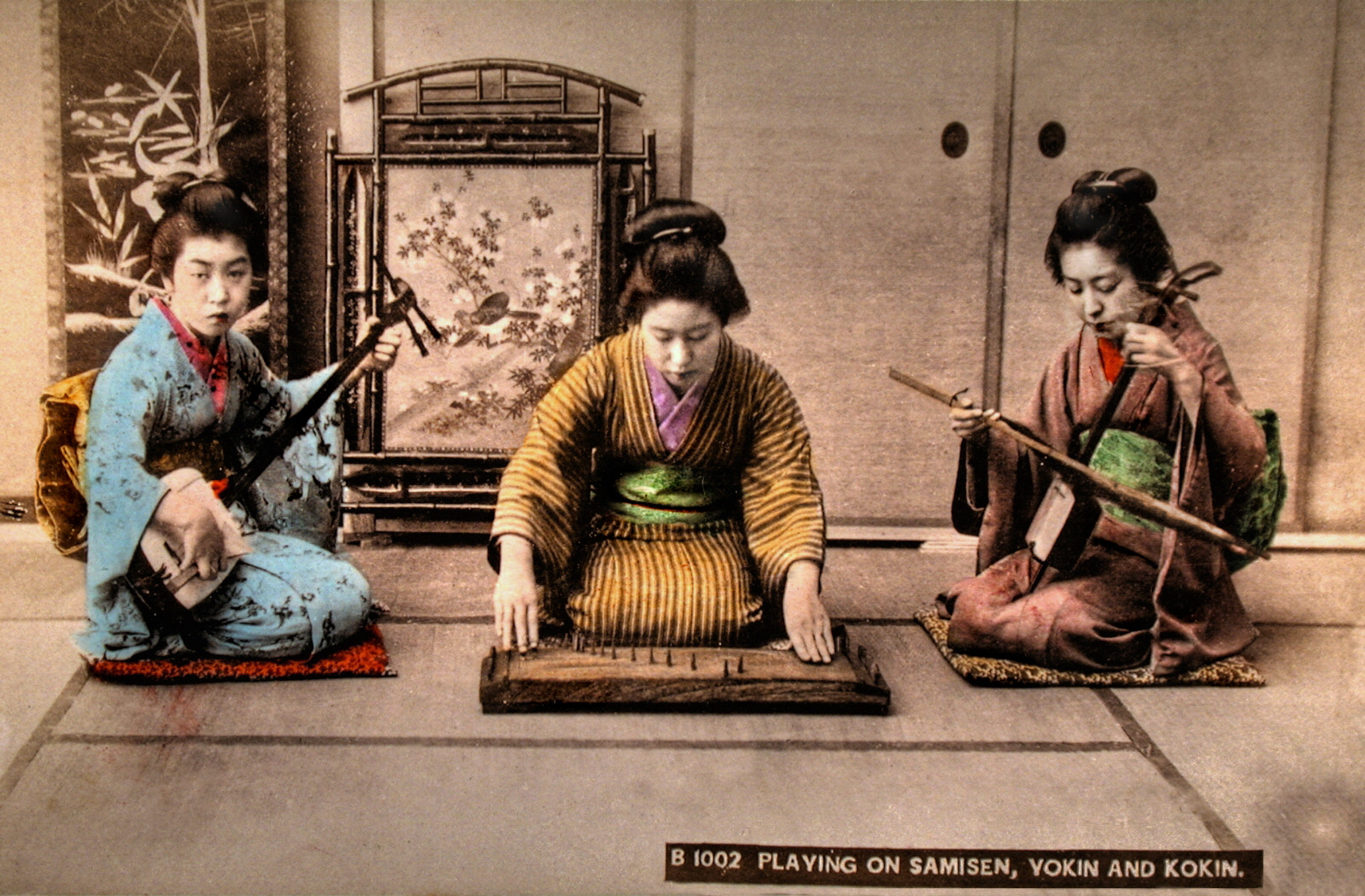
右から胡弓、瑶琴(ようきん。洋琴。清楽の楽器)、三味線。
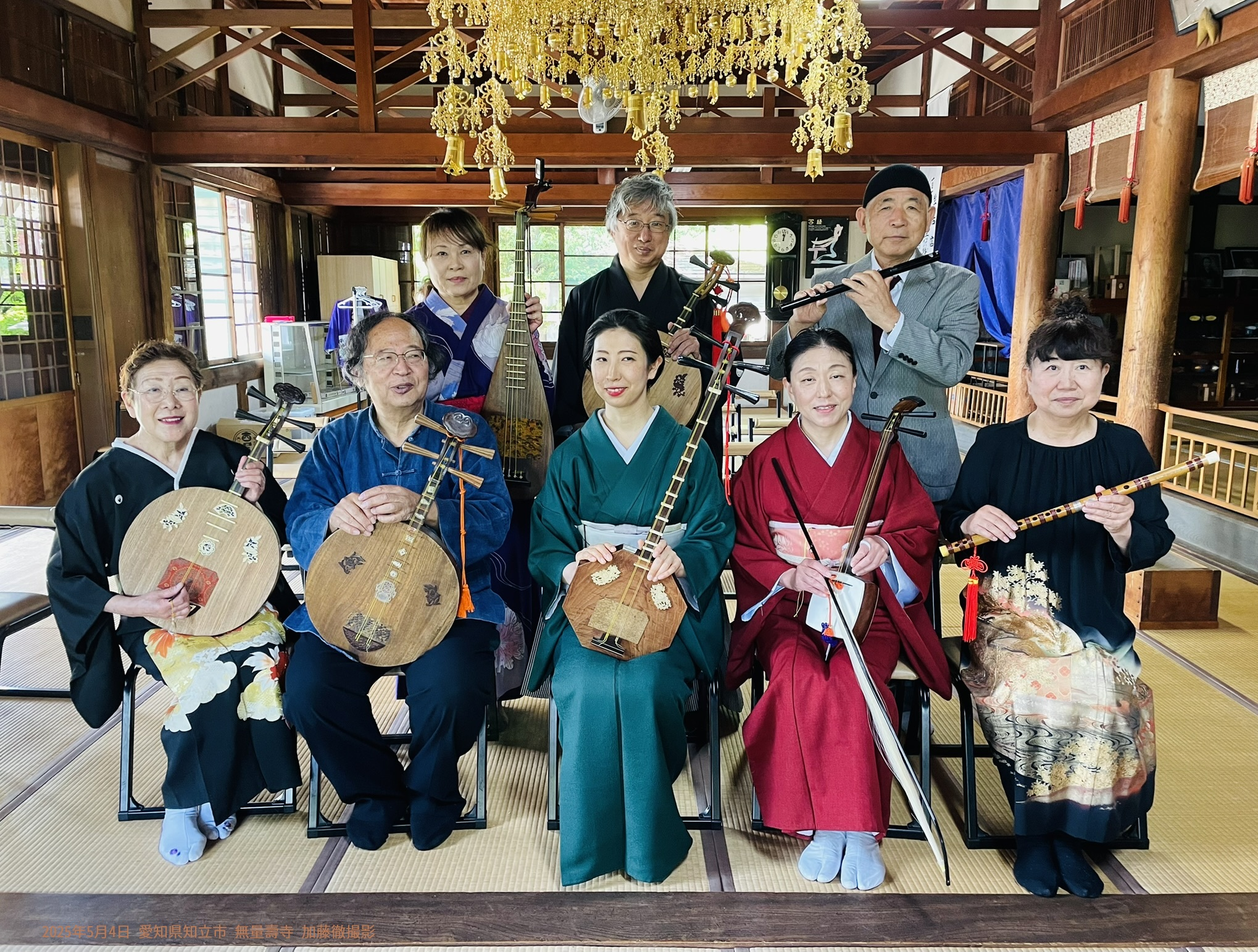
胡弓(前列右から2番目)は清楽の合奏でも使われる。

2. 琉球の擦弦楽器で、胡弓と書いてクーチョーと読む。本体は黒木（黒檀）やユシギ（イスの木）で作られ、胴は内地の胡弓と異なって椀型になっており（古くは椰子の実を二つに割って胴にした）、三線と同様にニシキヘビの皮を張る。弦は三線と同じく本来3本であったが、古典音楽の譜には三弦胡弓の最低音より低い音がある為、三線の名工で胡弓演奏家としても著名であった又吉真栄が低音用の弦を新たに設けた四弦胡弓を開発し、普及させた（三弦胡弓では1オクターブ上の音を弾いて代用していた）。また、棹の形状も三線と同じくいくつかの型に分けられるが、弦が4本になり糸倉を長く取る必要が生じたので、元々糸倉の長い型である与那城型（ユナグシク型）で製作されることが多い。奏法については内地の胡弓と同じく、弓ではなく本体を回転させて弦を移動し演奏する。楽譜は三線と同様の工工四（クンクンシー）に押し弓弾き・引き弓弾きの指示を加えたものが用いられる。その起源や、内地の胡弓との関連については不明。ただし東南アジアに類似楽器が多く、琉球がさかんに貿易をしていた15世紀頃にシャムやマラッカから原型が渡来した可能性がある。主に琉球古典音楽や琉球舞踊の演奏に伴奏楽器として用いられるが、ごく稀に民謡の伴奏にも用いられる。
3. 広義として、擦弦楽器を総称する時に「胡弓」の語を用いることがある。明治初期にはヴァイオリンも胡弓と呼ばれたことがある。一般的にはアジアの擦弦楽器を総称する時に使われることがあるが、定義は曖昧である。そのためもあり特に、中国の擦弦楽器である二胡、高胡などを俗に胡弓と呼ぶことすらある。現代では単に胡弓といった場合、むしろこれらを指すことも多い。しかしこれは明らかに誤用であり、そのために本来の胡弓との間に混同が生じており、問題化している（中国の擦弦楽器との区別のため和楽器の胡弓が「和胡弓」「大和胡弓」「日本胡弓」といった名称で呼ばれることもある）。このため、一部の胡弓関係者、二胡関係者により、正しい呼称の使用が呼びかけられている。
以下は1. 和楽器の胡弓についてである。

## 歴史
胡弓が最初に文献に現れるのは江戸時代初期であり、三味線と比較するとやや遅い。その起源は諸説があり定かではない。中国の二胡など胡琴系楽器とはやや縁が遠く、むしろ東南アジアの楽器に近いのではないかという説や、南蛮貿易によりもたらされたヨーロッパのレベックやヴィオールに起源を求める説もある。当初は門付（かどつけ）などの民俗音楽に用いられていたようだが、一説によると三味線音楽の祖である石村検校も胡弓の名手だったという。また、八橋検校と親交のあった藤本箕山が1678年に著した『色道大鑑』には、八橋検校によって胡弓の弓が改良され音色が著しく変わったことが書かれている。このように、地歌・箏曲の成立とほぼ同時に当道座の盲人音楽家たちによって胡弓が演奏されていたことが分かる。また、初期の胡弓は胴が丸形をしており、三味線とは異なった形をしていたが、江戸時代中期までにはほぼ三味線と同形となり、形が定まった。
その後、胡弓音楽は三味線 (三弦) の音楽である地歌、箏の音楽である箏曲と同時に発展し、これらを総称して「三曲」といい、相互に深くかかわり合って来た。また地歌や箏曲に加わり他の楽器と合奏することも多くなり、特に三曲すべてを合わせる三曲合奏の形式が出来上がっていった。江戸時代を通じて三曲合奏が盛んであり、このようにして、胡弓音楽は当道座の盲人音楽家たちによって作られ、今に至るまで伝承されてきた。今日、マスコミなどでは民謡の胡弓が取り上げられることが多く、一般にも知られているが、しかし胡弓音楽の主体は歴史的、内容的に見ても三曲にあり、現在でも新しい曲が作られ、演奏活動や伝承も行なわれている。

## 種類
胡弓の種類については、通常の三弦のもののほかに、江戸時代中期に江戸において藤植検校が藤植流を創始し、四弦の胡弓が伝承されている。明治以降には宮城道雄が、通常使われている胡弓を大型にした大胡弓を開発し、この楽器を用いた楽曲を作曲している。他に、大正時代に音楽学者田辺尚雄が考案した「玲琴」がある。これは三本弦だが胡弓のように皮張りではなく板張りの台形胴を持ち、外見はモンゴルの馬頭琴に類似しており、はじめは民謡の一形態である「追分」の伴奏に使われていたが、やがて当時盛んになっていた「新日本音楽」に取り入れられ、様々な合奏で使われた。主に低音部を受け持ったが、戦後はほとんど使用されなくなった。また平成になって胡弓演奏家の原一男により低音域を拡張させた五弦胡弓が考案されている。

## 三曲（胡弓楽・地歌・箏曲）における胡弓

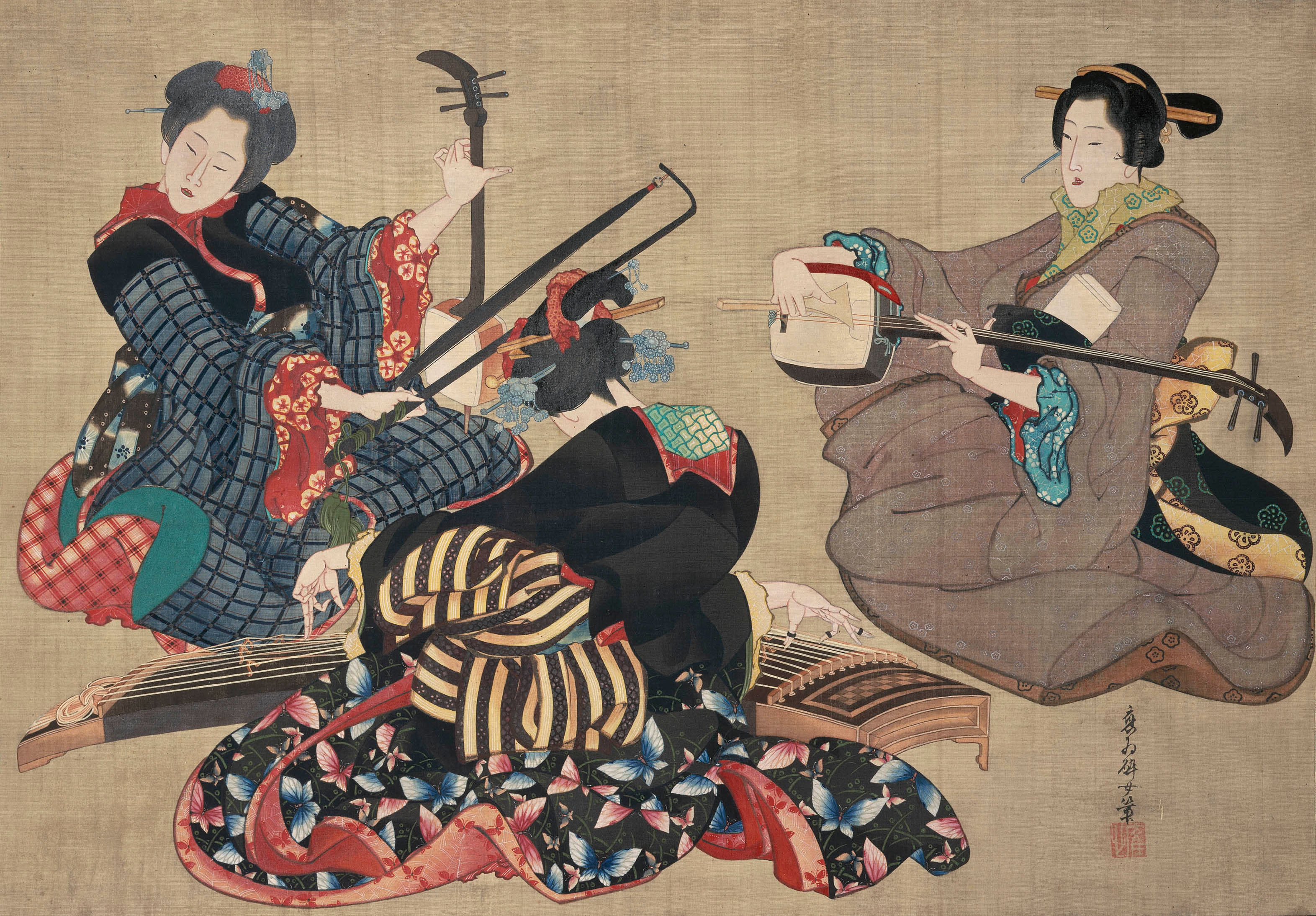
葛飾応為『三曲合奏図』

江戸時代中期には盲人音楽家たちにより芸術音楽化が進み、胡弓独自の流派が立てられ、胡弓専門の音楽がつくられた。これを後世「胡弓楽」と呼ぶ。これに、同じく盲人音楽家たちの専門である地歌・箏曲を合わせて三曲と呼ぶ。胡弓専用の曲のほか、これら地歌曲の多くや箏曲の一部に胡弓を合奏することも盛んになり、ことに三曲の楽器すべてを合奏することを三曲合奏といい、盛んに行なわれた。こうして独奏楽器として、また三味線・胡弓合奏、箏・胡弓合奏、三曲合奏の1パートとして胡弓楽のジャンルが広がり発展することになる。ただし、特に江戸時代後半となると、胡弓楽と地歌、箏曲は交流が著しくほとんど一体化してしまっているので、胡弓楽という言葉はあまり使われない。また明治時代になると、三曲合奏は胡弓の代わりに尺八を用いることが多くなり、胡弓の演奏は減少したが、多くの地歌・箏曲の伝承流派は現在も胡弓の曲を伝承している。ただし胡弓楽は地歌、箏曲とは半ば独立した伝承系統を持っていることもあり、流派としては、地歌や箏曲の生田流に対応するものは流派を名乗っていないが大きく分けて大阪系、京都系、九州系、名古屋系があり、山田流箏曲に対応するものとして藤植流、松翁流がある。ほかに、大阪の政島検校(18世紀中頃)の創始による政島流があり、幕末に伝承が絶えてしまったが、現在の大阪系と関係があると思われる。また19世紀初頭に京都で活躍した名手腕崎検校の流れである腕崎流が存在したとも言われ、現在の京都系もそう名乗っているが、確かなことは分かっていない。その他品川検校による品川流があったとも伝えられるが、これについてはまったくわかっていない。名古屋系はもっともよく胡弓の伝承を守っており、吉沢派、寺島派に分けられる。吉沢派は幕末に活躍した吉沢検校の流れである。地歌曲や箏曲に胡弓を合奏させる場合、多くはほとんどユニゾンで目立ち過ぎぬように合わせるが、吉沢は胡弓に独自の旋律を与え、非常に技巧的な作曲、編曲をしており、作品のひとつ「千鳥の曲」は胡弓の本曲として、また箏の曲として名高い。また、たとえば箏曲「六段の調」に、吉沢の手付による胡弓パートが合奏される場合、特別に「長崎六段」と呼ばれるほど独自で技巧的な手付になっている。大阪系でも明治以降に菊原琴治などが独自の手付を残している。
地歌・箏曲とともに発展し、当道座の盲人音楽家によって伝承されてきた胡弓音楽を胡弓楽と呼ぶ。胡弓楽としてみた場合、その音楽は「本曲」と「外曲」に分けられる。本曲は本手組とも呼ばれ、胡弓本来のために作られた曲であり、各流派がほぼ独自の本曲を持っている(一部本曲のない流派もある)。曲によっては『鶴の巣籠』のように尺八楽との交流によって生まれたものもあるし、先の『千鳥の曲』のように箏との二重奏曲的性格の強いものもある。このほか、有名な胡弓本曲に『蝉の曲 (名古屋系・吉沢検校作曲)』、『岡安砧』 (藤植流・作曲者不詳) などがある。特に藤植流には多くの本曲が伝えられており、また幕末に断絶してしまった政島流には更に多くの本曲があった。外曲は箏曲、地歌曲を指し、きわめて多くの曲がある。ただし胡弓演奏家はほとんどが地歌、箏曲演奏家でもあるので、本曲でも伴奏として箏や三味線が入ったり、また地歌や箏曲に取り入れられたりしている曲もあり、このような分け方は尺八ほど厳密ではない。また宮城道雄以降、今に至るまで胡弓のための新作曲も多くはないながら作られている。

## 義太夫節における胡弓
義太夫節は上方で盛んだったためか、三曲の影響を色濃く受けている側面があり、そのひとつが胡弓を使う演奏といえる。特に『壇浦兜軍記』の「阿古屋琴責の段」では、頼朝を仇と狙い姿を消した、悪七兵衛景清の馴染みの傾城、阿古屋が景清の行方を詮議され、琴（箏）、三味線 (地歌三味線)、胡弓を見事に弾いて、その旋律に迷いがないことから、景清の行方を知っているのではないかという疑いを晴らすという場面で、胡弓が用いられることが有名である。この3つの楽器を用いている点も三曲の影響といえる。ちなみに、この演目が歌舞伎で上演される場合は、阿古屋を演ずる女形が3つの楽器を実際に演奏することが通例となっている。そのほかの曲でも『生写朝顔話』など義太夫節では胡弓が用いられる曲は少なくない。

## 民謡における胡弓
民謡における胡弓としては富山県富山市八尾地区のおわら風の盆で演奏される「越中おわら節」などで使用されるのが有名である。ただし胡弓が加わるようになったのは明治以降である。おわら用とされている胡弓には近年、通常のものよりもやや棹が長く作られたものがある。これは野外での演奏のため、弦長を大きくして張力を高め、音量の増大をはかったものと思われる。弓は古典系のものよりもかなり短く、ただし湾曲部より先はむしろ長めにしてあり、つまり手元から先に向けての棹と毛の離角が大きい。毛量は少なく弛みを持たせずに張られている。また富山県の民謡には「麦屋節」、「せり込み蝶六」など胡弓を使用するものが多い。

## その他
その他、胡弓が使われる音楽として次のものがある。
1. 歌舞伎の下座音楽として、哀切な場面に胡弓が使われることがある。
2. 地方の人形芝居や祭りの囃子など民俗芸能に使われることもあり、かつて地方によっては農民の冬の副業として、また瞽女（ごぜ）によって、門付として演奏されることもあった。　元禄三年人倫訓蒙図彙7巻には門説経として、伊勢のささらが「小弓はもとは流球國よりいたすと申すや小弓に馬の尾をはりて糸をならす」という記述がある。
3. 天理教及びその傍系宗教において、儀礼音楽の中で他の楽器と共に演奏される。この場合、「初瀬琴」と呼ばれる弓奏のツィター属弦楽器が使われたことがあるが、現在ではほとんど使用されず、もっぱら胡弓を使用するようである。

## 調弦
三味線を小型にしたような形を持つ胡弓は、三味線と同様の調弦が可能である。主なものとして、本調子、二上がり、三下がりがある。胡弓楽、地歌、箏曲の胡弓は圧倒的に三下がりが多い。義太夫節や民謡では二上がりの調弦を用いる曲も少なくない。